# Влада Независне Државе Хрватске
Влада Независне Државе Хрватске је био највиши орган Независне Државе Хрватске од 16. априла 1941. до 8. маја 1945. године. Након што је усташки званичник Славко Кватерник, 11. априла 1941. године, прогласио формирање Независне Државе Хрватске, дошло је до успостављања њених законодавних органа. Најпре је дошло до организовања Хрватског државног вођства, да би по доласку хрванског поглавника Анте Павелића у Загреб, 15. априла 1941. године, дошло до званичног формирања Владе Независне Државе Хрватске.
Током целог мандата, Влада је вршила геноцид над српским, јеврејским и ромским цивилним становништвом. Оснивани су радни логори, у којима је убијено више стотина хиљада људи. Неки од тих логора су Јасеновац, Госпић, Стара Градишка и Јадовно.
Влада није била призната на међународном нивоу. Била је призната само од оних држава чију је идеологију следила, односно од стране фашистичке Италије и нацистичке Немачке. Сви сарадници ове две државе су признале Владу Независне Државе Хрватске као легитимни орган ове државе, и међу њима су биле Јапан, Бугарска, Вишијевска Француска, Мађарска и др.
Влада Независне Државе Хрватске је обављала свој рад до 8. маја 1945. године, дан пред капитулацију нацистичке Немачке, и 7 дана пред завршетак Другог светског рата на југословенским просторима.

## Чланови Владе

### Председник Владе
| Име и презиме | Име и презиме | Период                              |
| ------------- | ------------- | ----------------------------------- |
| Анте Павелић  | Анте Павелић  | 16. април 1941 — 2. септембар 1943. |
| Никола Мандић | Никола Мандић | 2. септембар 1943 — 8. мај 1945.    |

### Министар војни
| Име и презиме     | Име и презиме     | Период                               |
| ----------------- | ----------------- | ------------------------------------ |
| Славко Кватерник  | Славко Кватерник  | 16. април 1941 — 4. јануар 1943.     |
| Анте Павелић      | Анте Павелић      | 4. јануар 1943 — 2. септембар 1943.  |
| Мирослав Навратил | Мирослав Навратил | 2. септембар 1943 — 29. јануар 1944. |
| Анте Вокић        | Анте Вокић        | 29. јануар 1944 — 30. август 1944.   |
| Никола Штајнфл    |                   | 30. август 1944 — 8. мај 1945.       |

### Министар спољних послова
| Име и презиме      | Име и презиме   | Период                             |
| ------------------ | --------------- | ---------------------------------- |
| Анте Павелић       | Анте Павелић    | 16. април 1941 — 9. јун 1941.      |
| Младен Лорковић    | Младен Лорковић | 9. јун 1941 — 23. април 1943.      |
| Миле Будак         | Миле Будак      | 23. април 1943 — 5. новембар 1943. |
| Стијепо Перић      |                 | 5. новембар 1943 — 28. април 1944. |
| Младен Лорковић    | Младен Лорковић | 28. април 1944 — 5. мај 1944.      |
| Мехмед Алајбеговић |                 | 5. мај 1944 — 8. мај 1945.         |

### Министар унутрашњих послова
| Име и презиме     | Име и презиме     | Период                              |
| ----------------- | ----------------- | ----------------------------------- |
| Андрија Артуковић | Андрија Артуковић | 16. април 1941 — 10. октобар 1942.  |
| Анте Никшић       |                   | 10. октобар 1942 — 29. април 1943.  |
| Андрија Артуковић | Андрија Артуковић | 29. април 1943 — 11. октобар 1943.  |
| Младен Лорковић   | Младен Лорковић   | 11. октобар 1943 — 30. август 1944. |
| Мато Фрковић      |                   | 30. август 1944 — 8. мај 1945.      |

### Министар правде и религије
| Име и презиме     | Име и презиме     | Период                             |
| ----------------- | ----------------- | ---------------------------------- |
| Мирко Пук         |                   | 16. април 1941 — 10. октобар 1942. |
| Андрија Артуковић | Андрија Артуковић | 10. октобар 1942 — 1. април 1943.  |
| Јозо Думанџић     |                   | 1. април 1943 — 25. август 1943.   |
| Павао Цанки       |                   | 25. август 1943 — 8. мај 1945.     |